# Ферфакс, Чарльз Сноуден, 10-й лорд Ферфакс из Камерона
Чарльз С. Ферфакс, Чарльз Сноуден Ферфакс, 10-й лорд Ферфакс из Камерона (англ. Charles S. Fairfax, Charles Snowden Fairfax, 10th Lord Fairfax of Cameron; 8 марта 1829 — 4 апреля 1869) — американский политик-демократ из Калифорнии. Он был шотландского дворянского происхождения и имел шотландский титул пэра. Город Фэрфакс, штат Калифорния, назван в его честь.

## Ранняя жизнь и семья
Он родился на плантации Воклюз в Виргинии, старший сын Альберта Ферфакса (1802—1835) и Каролины Элизы Сноуден (1812—1899), которые поженились 7 апреля 1828 года. Его младшим братом был Джон Ферфакс, 11-й лорд Ферфакс из Камерона (1830—1900), который стал 11-м лордом Ферфаксом из Камерона после смерти Чарльза в 1869 году. Его дедом по отцовской линии был Томас Ферфакс, 9-й лорд Ферфакс из Камерона (1762—1846). 1 мая 1838 года его мать вышла замуж за Уильяма Р. Сондерса.

## Родословная
Чарльз был в родстве с Томасом Ферфаксом, 3-м лордом Ферфаксом из Камерона, который был парламентским генералом во время английских гражданских войн. Он был также связан с Томасом Ферфаксом, 6-м лордом Ферфаксом из Камерона (1693—1781), который отказался от своего английского поместья в пользу своего младшего брата Роберта Ферфакса, 7-го лорда Ферфакса из Камерона, и эмигрировал в Америку, где поселился на плантации более пяти миллионов акров (4 000 км2) в Виргинии, который он унаследовал от своей матери, Кэтрин Калпепер. Томас Фэрфакс был первым человеком, нанявшим Джорджа Вашингтона в качестве геодезиста.
7-й лорд Роберт Ферфакс скончался в 1793 году, не оставив потомства, и титул перешел к его американскому троюродному брату, преподобному Брайану Ферфаксу, 8-му лорду Ферфаксу из Камерона (1736—1802), священнику Епископальной церкви и настоятелю прихода в Александрии, который был сыном Уильяма Ферфакса (1691—1757) из Бельвуара и Деборы Кларк (1707—1747). Священник тогда стал 8-м лордом Ферфаксом из Камерона. Брайан Ферфакс, женой которого была Элизабет Кэри (1730—1757), сменил в 1802 году своего старшего сына Томаса Ферфакса (1762—1846).
Томас Ферфакс, 9-й лорд Ферфакс из Камерона, женился трижды; его сын от третьей жены, Маргарет Герберт (1783—1858), Альберт, умерший при жизни своего отца, оставил двух сыновей, Чарльза и Джона. Поэтому Чарльз Сноуден Ферфакс, внук Томаса, 9-го лорда, унаследовал титул лорда Ферфакса в 1846 году — титул, на который, однако, он никогда не претендовал, предпочитая жить как американский гражданин.

## Калифорния
Чарльз Сноуден Ферфакс, все еще потенциальный 10-й лорд Ферфакс из Камерона, покинул Ричмонд, штат Виргиния, вместе с 74 другими золотоискателями на корабле «Гленмор». Высадившись на берег и переправившись через Панаму, он сел на второй корабль, пароход «Калифорния», и прибыл в Сан-Франциско 23 июня 1850 года.
Жизнь шахтера в материнской жиле Калифорнии, возможно, и была некоторым шоком для Чарльза Ферфакса, выросшего как фермер-джентльмен, но какое-то время он продолжал заниматься этим делом. Он много искал, но терял все заработанные деньги, как только получал их. Рассказывали, что он работал на других, толкал тачку или ухаживал за мулом, который тащил тележку с гравием и плескался в грязи на раскопках.
В 1851 году он отказался от золотых приисков и обратился к новому призванию — политике — и стал делегатом Демократического национального собрания. Чарльз Ферфакс был членом Ассамблеи штата Калифорния, сначала представляя округа Юба и Сьерра с 1853 по 1854 год, а затем только округ Юба с 1854 по 1855 год. Он служил спикером Ассамблеи в 1854 году. Впоследствии он служил клерком Верховного суда Калифорнии, 1856—1861. С 1865[[]] по 1867 год он был инспектором округа Марин.

## Личная жизнь
В 1854 году Фэрфакс познакомился в Сан-Франциско со своей женой Адой Бенхам (1833 — 26 сентября 1888). Они поженились 10 января 1855 года в Луисвилле, штат Кентукки, в доме ее сводной сестры, Генриетты Прентис. Детей у них не было.

## Поместье в Калифорнии
Вернувшись в Сан-Франциско, Чарльз Ферфакс и его невеста навестили друга детства доктора Альфреда Талиаферро в его загородном доме в округе Марин. Когда они выразили свое большое восхищение его поместьем, он подарил им это имущество в качестве свадебного подарка. Таким образом, в 1855 году супруги стали жителями того, что впоследствии станет городом Фэрфакс.
Они сделали много улучшений в своей новой собственности. Чарльз Ферфакс импортировал охотничьих птиц, чтобы удовлетворить свое рвение к охоте и повысить свои шансы на успех. Ада посадила деревья и цветы вокруг дома и территории и назвала поместье Птичье гнездо Глен, которое теперь внесено в Национальный реестр исторических мест как Калифорнийский зарегистрированный исторический памятник № 679.
Они щедро развлекались, и стало настолько привычным для их друзей говорить: «Пойдем к Фэрфаксу» или «Пойдем к Фэрфаксу», что этот район приобрел идентичность Ферфакса, которая продолжалась еще долго после их отъезда, вплоть до момента основания города в 1931 году.
Поместье Ферфаксов находилось также недалеко от места последней политической дуэли, разыгравшейся в Калифорнии днем 25 мая 1861 года между членами Законодательного собрания штата Дэниелом Шоуолтером и Чарльзом Уэсли Пирси. Хотя Фэрфакс подавал им обед и пытался отговорить их, двое мужчин вышли на травянистый луг и выстрелили из винтовок с расстояния 40 шагов. Пирси был убит вторым выстрелом.

## Смерть
Чарльз Сноуден Ферфакс скоропостижно скончался в возрасте 40 лет в отеле «Барнум-Сити» в Балтиморе, штат Мэриленд, после поездки на восток в качестве председателя калифорнийской делегации на съезде Демократической партии, который собрался в Нью-Йорке. Он похоронен на кладбище Рок-Крик в Вашингтоне, округ Колумбия, как и его вдова.
Чарльз Ферфакс был полностью отождествлен с государством, в котором его усыновили, и был хорошо известен и уважаем на Тихоокеанском побережье. Он занимал высокое положение в масонском братстве, члены которого договорились послать большую делегацию в момент его смерти.